# 세르게이 알레이니크
세르게이 표도로비치 알레이니크 (1965년 1월 28일 출생)는 2022년부터 2024년까지 벨라루스 외무부 장관을 지낸 벨라루스의 정치인이다.

## 초기 삶과 교육
세르게이 알레이니크는 벨라루스에서 태어나고 자랐다. 그는 민스크 국립외국어교육대학교와 빈에 있는 외교 아카데미에서 독일어와 영어를 공부했다. 그는 수년 동안 두 과목을 가르쳤다. 1990년대 초, 알레이니크는 오스트리아 외무부 외교 아카데미에서 국제 관계 대학원 과정을 등록했다.

## 경력
그는 독일어와 영어를 가르치는 학계에서 경력을 시작했다. 1990년대 벨라루스 독립 후, 알레이니크는 벨라루스 외무부에 합류했다. 1995년, 그는 헤이그 주재 영사로 첫 외교관 근무를 시작했으며, 나중에 네덜란드의 임시대리대사가 되었다. 네덜란드에서 그는 대사로 승진하여 성좌 (가톨릭)과 몰타 주권군사기사단에 신임장을 받고 제네바 국제연합 사무소에 배치되었다. 몰타에서 그는 몰타 주권군사기사단으로부터 그랜드 크로스 프로 메리토 멜리텐시(Grand Cross pro Merito Melitensi)를 수여받았다.
2009년, 그는 아프리카, 아시아 및 남아메리카 국가들과의 양자 관계를 담당하는 벨라루스 외무부 차관으로 임명되었으며, 벨라루스 외교 관계 확대를 위한 특정 임무를 맡았다. 재임 기간 동안 그는 나이지리아, 에티오피아, 인도네시아 및 브라질과 외교 관계를 수립했다.
2022년 12월, 그는 벨라루스 외무부 장관으로 임명되었다.
2024년 6월 27일, 세르게이 알레이니크는 외무부 장관직에서 해임되었고, 벨라루스 국민의회의 공화국 평의회 위원으로 임명되었다.

## 내용주
1. ↑  벨라루스어: Сяргей Фёдаравіч Алейнік; 러시아어: Сергей Фёдорович Алейник